# 落合郵便局 (岡山県)
落合郵便局（おちあいゆうびんきょく）は、岡山県真庭市にある郵便局。民営化前の分類では集配普通郵便局であった。

## 概要
住所：〒719-3199 岡山県真庭市落合垂水510-2
民営化直前の、集配業務再編において、多くの集配普通郵便局は統括センターとなったが、当局は配達センターとされたため、民営化後も郵便事業株式会社の支店は併設されず、集配センターが併設された。

## 沿革
- 1872年（明治5年）旧7月 - 落合郵便取扱所として開設[1]。
- 1874年（明治7年） - 垂水落合（たるみおちあい）郵便取扱所に改称。
- 1875年（明治8年）1月1日 - 垂水落合郵便局（五等）となる。
- 1878年（明治11年）4月 - 垂水郵便局に改称。
- 1885年（明治18年）5月25日 - 貯金取扱を開始。
- 1886年（明治19年）2月16日 - 為替取扱を開始。
- 1890年（明治23年）4月1日 - 落合郵便局に改称。
- 1897年（明治30年）3月11日 - 落合郵便電信局となる。
- 1903年（明治36年）4月1日 - 通信官署官制の施行に伴い落合郵便局となる。
- 1958年（昭和33年）8月31日 - 電話交換および電報配達事務の取扱いを落合電報電話局に移管[2]。
- 1967年（昭和42年）10月2日 - 特定郵便局から普通郵便局に局種別改定するとともに、河内郵便局、津田郵便局、木山郵便局[3]から集配業務を移管。同日、電話通話および和文電報受付事務を廃止。
- 1999年（平成11年） - 外国通貨の両替および旅行小切手の売買に関する業務取扱を開始。
- 2007年（平成19年）3月5日 - ゆうゆう窓口を廃止。
- 2007年（平成19年）10月1日 - 民営化に伴い、併設された郵便事業新見支店落合集配センターに一部業務を移管。
- 2012年（平成24年）10月1日 - 日本郵便株式会社発足に伴い、郵便事業新見支店落合集配センターを落合郵便局に統合。
- 2020年（令和2年）9月5日 - 津田郵便局の廃止に伴い、取扱業務を承継[4]。

## 取扱内容
- 郵便、印紙、ゆうパック、内容証明
- 貯金、為替、振替、振込、国際送金、国債、投資信託
- 生命保険、バイク自賠責保険、自動車保険
- ゆうちょ銀行ATM
- 真庭市内の一部地域（旧落合町：〒719-31xx）の集配業務

## 周辺
- 真庭市役所落合庁舎
- 岡山県立落合高等学校
- 総合病院落合病院

## アクセス
- JR姫新線 美作落合駅から徒歩約18分
- 真庭市コミュニティバス 栄町停留所下車
- 中国自動車道 落合ICから南へ約1km
- 旧国道313号沿い
- 駐車場あり：9台